# Museu de Belles Arts de Houston
El Museu de Belles Arts de Houston (Museum of Fine Arts, Houston, MFAH) és un museu de belles arts ubicat al Houston Museum District,a Houston, Texas. L'MFAH té dos edificis de galeries (Edifici Audrey Jones Beck i Edifici Caroline Wiess Law), el jardí d'escultures Lillie i Hugh Roy Cullen, una biblioteca, una sala de cinema, una cafeteria, un centre de visitants, dues escoles de belles arts, i dues cases històriques (Jardins i Col·lecció de Bayou Bend i Rienzi). També és la seu de l'International Center for the Arts of the Americas, ICAA) una institució de recerca de les arts de Llatinoamèrica als Estats Units del segle xx.

## Galeria

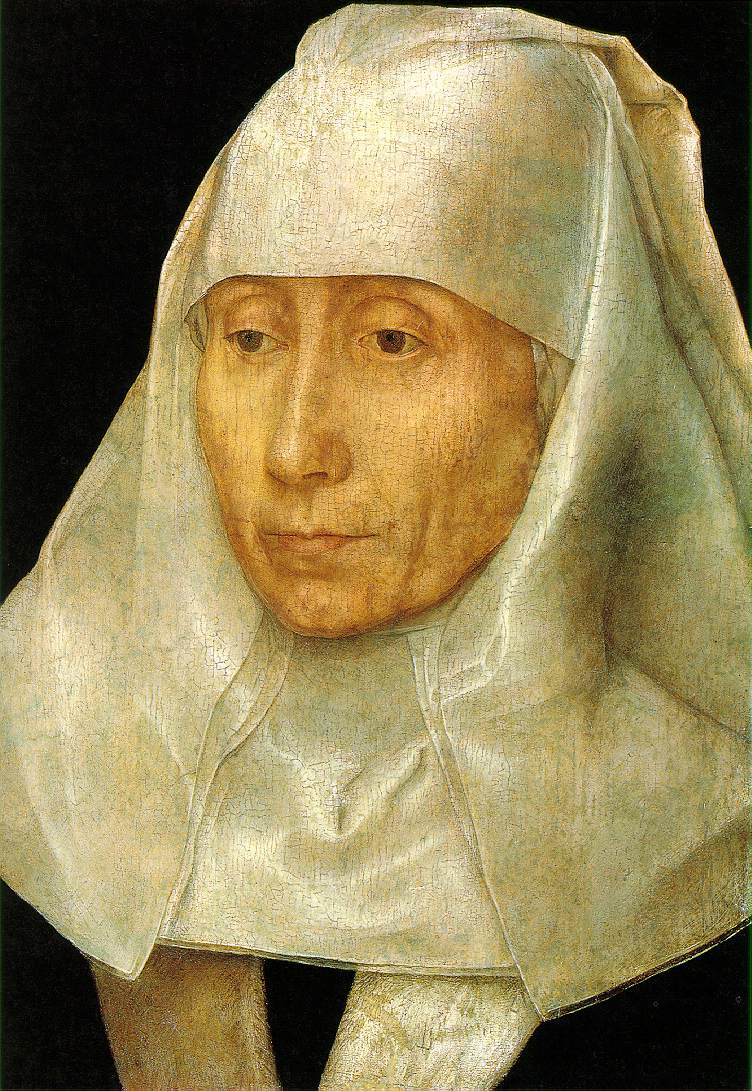
Retrat d'una dona gran, Hans Memling
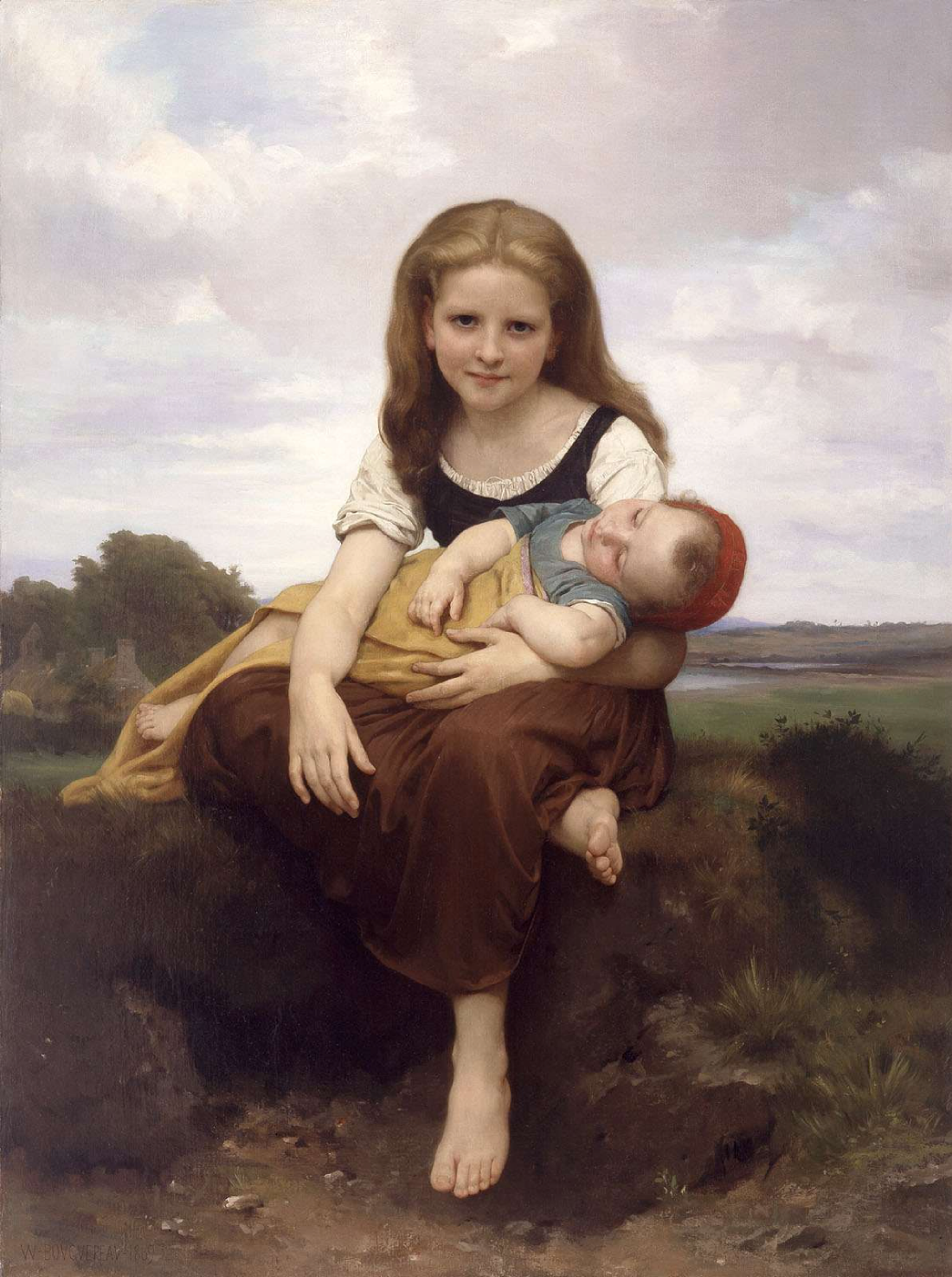
La germana gran, 1869 per William-Adolphe Bouguereau
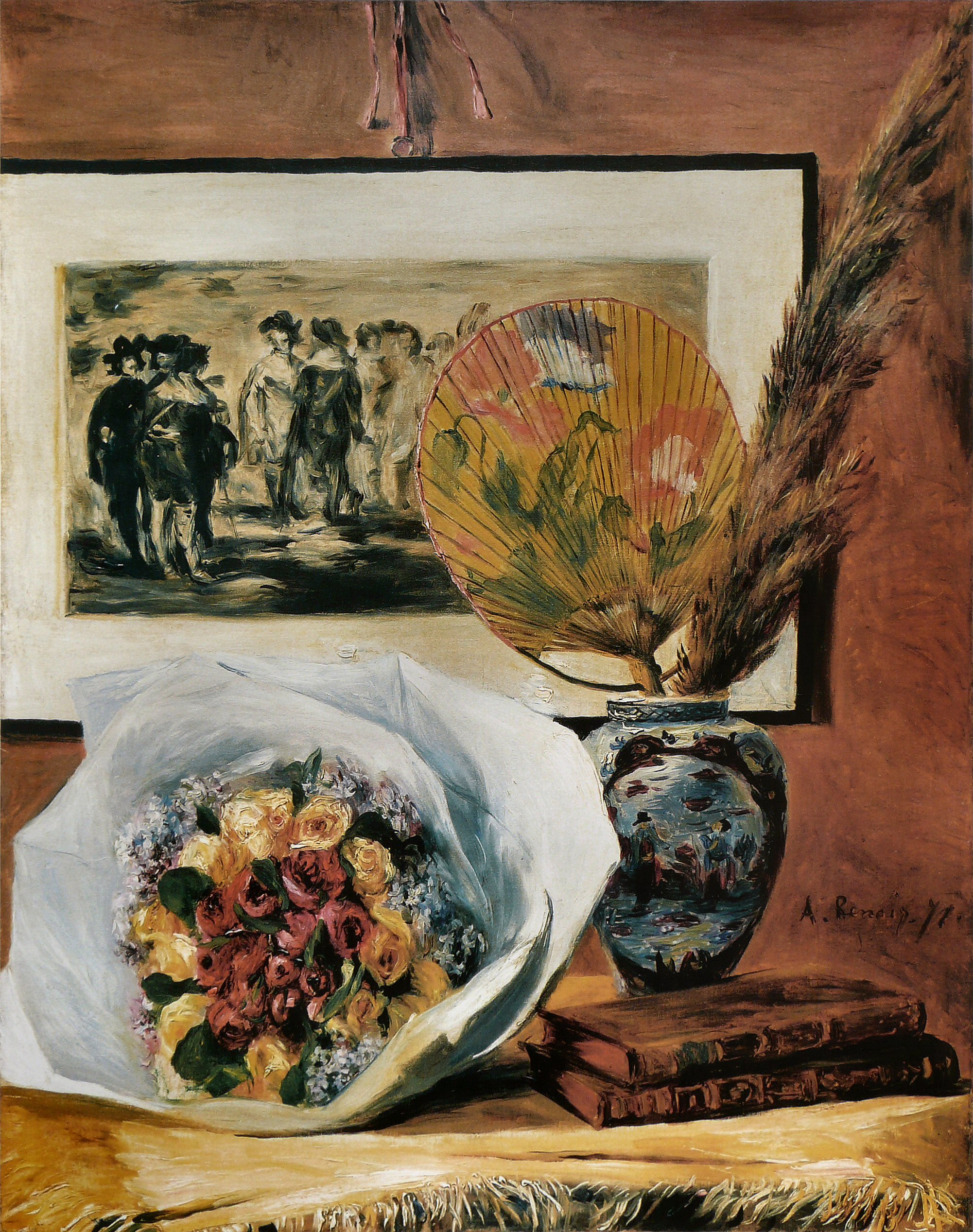
Nature morta, 1871 per Claude Monet
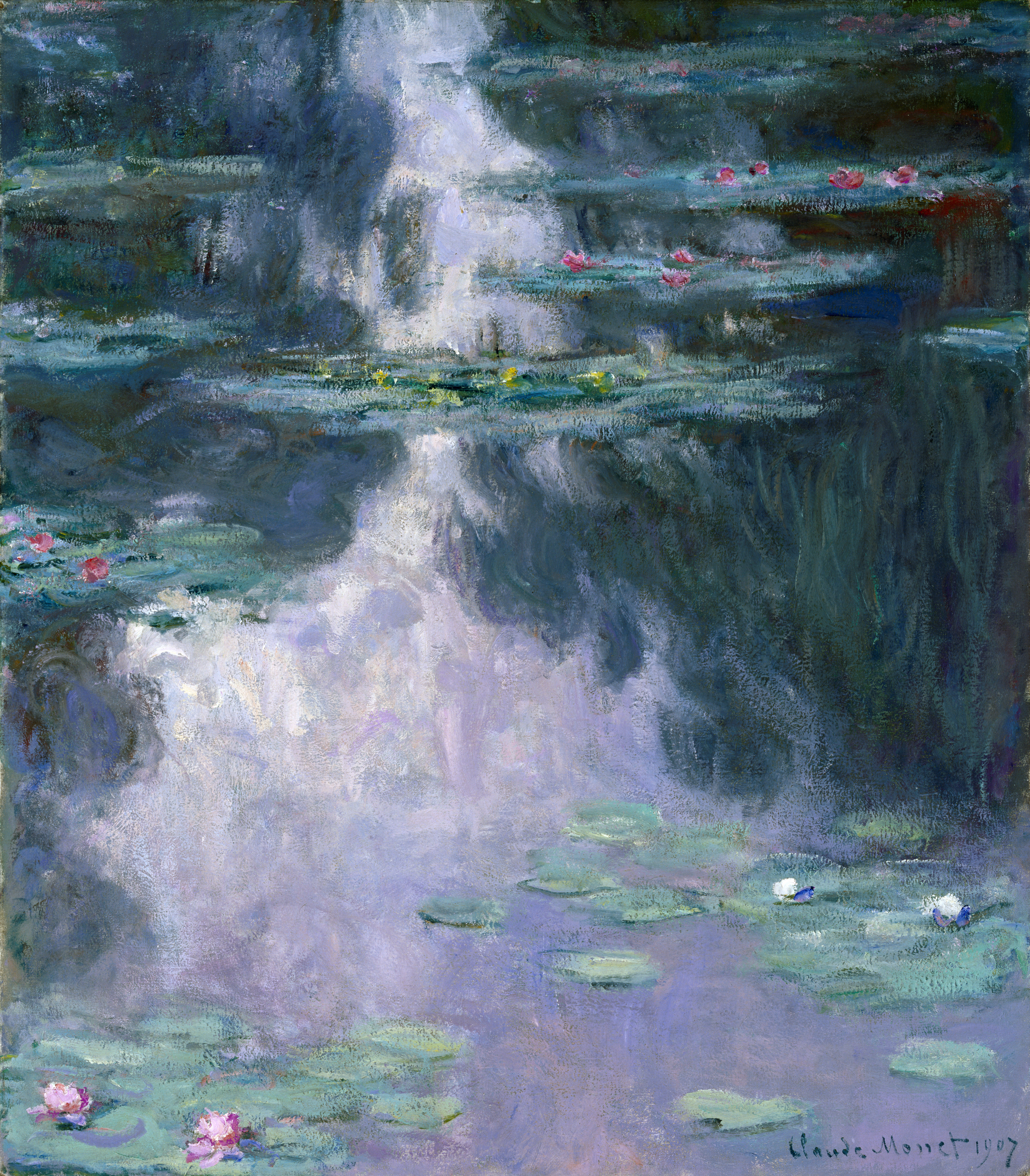
Nympheas, 1907 per Claude Monet